# Folkeafstemningen om uafhængighed i Sydsudan
Folkeafstemningen om uafhængighed i Sydsudan var en fokeafstemning, der blev afholdt i Sydsudan fra 9. januar 2011 og en uge frem, hvor de registrerede vælgere skulle tage stilling til om Sydsudan skal løsrive sig fra Sudan. Dette var en del af Naivashaaftalen fra 2005 mellem den sudanesiske regering i Khartoum og Sudan People's Liberation Army/Movement (SPLA/M). Samtidig skulle der have været gennemført en folkeafstemning i Abyei om området skal blive en del af Sydsudan, men denne er udsat.
I aftalen, som lagde grundlaget for folkeafstemningen, ligger der også en aftale om en folketælling, som vil definere hvordan økonomisk og politisk magt skal fordeles mellem regionerne. Folketællingen lægger grundlaget for vælgerregistreringen. Folketællingen er blevet udsat tre gange siden 2008, blandt andet på grund af uenighed i forhold til, hvad parterne forpligtede sig til i Naivashaaftalen.

## Folkeafstemningen
Parterne blev i oktober 2009 enige om, at folkeafstemningen skulle have en valgdeltagelse på mindst 60 procent af de 3,8 millioner  stemmeberettigede, for at resultatet skulle anses som gyldigt. Derefter  er det tilstrækkelig med almindeligt flertal for at afgøre resultatet.  Hvis valgdeltagelsen blev under 60 procent, skulle en ny valgrunde afholdes inden 60 dage. Den 13. januar konstaterede SPLM at grænsen på de 60% var nået. Efter at have optalt stemmerne fra både det nordlige og det sydlige Sudan viste det sig i slutningen af januar 2011, at 98,83 % af de deltagende havde stemt for en deling. Den 7. februar tilkendegav Sudans præsident Omar al-Bashir, at han ville anerkende det selvstændige Sydsudan, formentlig i sommeren 2011. Hovedstad i Sydsudan forventes at blive Juba.

| Stemme                     | Overskriftstekst | Andel   |
| -------------------------- | ---------------- | ------- |
| Ja                         | 3.792.518        | 98.83%  |
| Nej                        | 44.888           | 1.17%   |
| Gyldige stemmer            | 3.837.,406       | 99.62%  |
| Ugyldige og blanke stemmer | 14.588           | 0.38%   |
| Stemmer i alt              | 3.851.994        | 100.00% |
| Deltagelse                 | 97.58%           |         |

## Flyttestrømmen
Det er forventet at en stor mængde sudanere vil flytte til og fra Sydsudan. En rapport fra Flygtningehjælpen anslår at én million sydsudanere bor i Nordsudan. FN har anslået at en flygtningestrøm på 450.000 mennesker vil være håndterbar, mens Flygtningehjælpens rapport anslår at op til 2,3 millioner vil flytte. Mange af flygtningene vil ikke have noget hjem at flytte til og Sudan har meget dårlig infrastruktur.